# نوتنغهام
نُوتِنْهَام (بالإنكليزية: Nottingham) مدينة تقع في ميدلاند الشرقية من إنجلترا وهي إحدى أعضاء مجموعة مدن الجوهر الثمانية، وتُعتبر إحدى أكبر عشر مدن المملكة المتحدة حجما. وتقع على نهر ترنت الذي يصب في همبر.

## المواصلات
تقع على الطريق السريع رقم واحد «إم 1» الذي يربطها بلندن جنوبا ولدز شمالا. كما تربطها بأنحاء البلاد طرق عديدة أخرى وسكة حديد الساحل الشرقي الرئيسية، ومطار شرق الوسط الدولي. داخل المدينة توجد شبكة ترام، وأكبر شبكة حافلات «ملك عام» على مستوى البلاد.

## التاريخ
نوتنهام تشتهر بأسطورة روبن هود قديما، وفي القرن التاسع عشر اكتسبت سمعة عالمية بصناعة الدراجات والدانتيل والتبغ وقد كانت أحد معاقل الثورة الصناعية. منحت مرتبة المدينة كجزء من اختفالات اليوبيل الماسي لتولي الملكة فيكتوريا الحكم سنة 1897م.

## الرياضة
بها فريقان كرة قدم (نوتنهام فورست ونوتس كاونتي)، وأحد أشهر ملاعب الكريكت في إنجلترا (ترينت بريدج)، ومركز تزلج على الثلج، ومركز رياضات مائية،

## التعليم

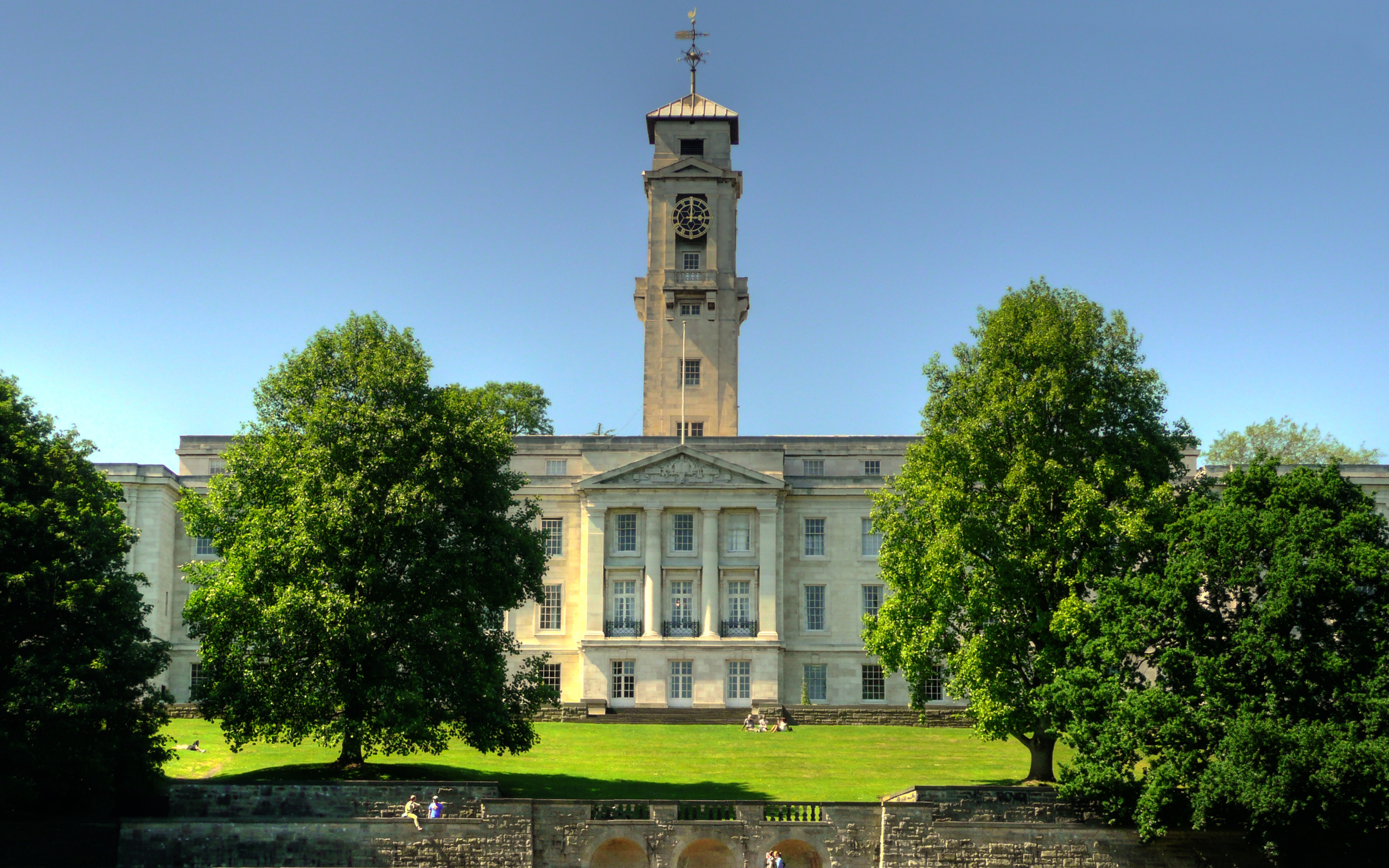
«مبنى ترينت» أحد مباني جامعة نوتنهام المطلة على النهر

يوجد ثلاث جامعات في المدينة، وهي جامعة نوتنهام، جامعة نوتنهام ترنت وجامعة القانون. 

## المعالم
- مراكز التسوق وسط المدينة
- مسرح «Playhouse»
- سوق الدانتيل «Lace Market»

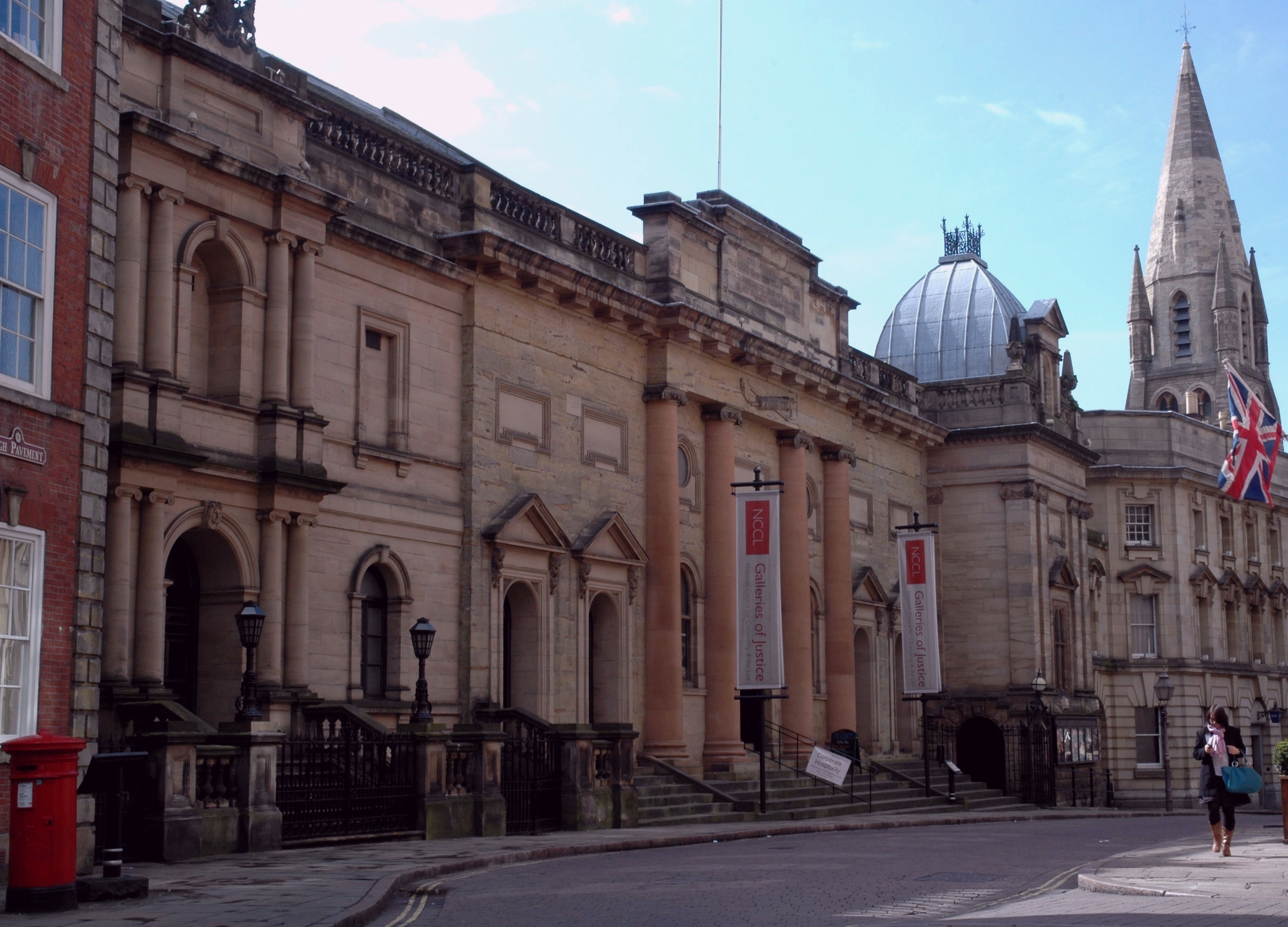
معارض العدالة

- معرض العدالة «Galleries of Justice»
- قلعة نوتنهام
- غابة شيروود حيث عاش روبن هود مع أصدقائه.

## الجغرافيا
المدينة مقر مقاطعة نوتنهامشير، وتحيط بها الأراضي الزراعية والغابات.

## التعليم
بالمدينة جامعتان
- جامعة نوتنهام.
- جامعة نوتنهام ترنت.

## توأمة
لنوتنهام اتفاقيات توأمة مع كل من:
- كارلسروه (22 يوليو 1969 - )[7]
- تيميشوارا (29 أكتوبر 2009 - )[8]
- ليوبليانا (1963 - )[8]
- غنت (1985 - )[8]
- مينسك (1966 - )[8]
- هراري (1981 - )[8]
- نينغبو (2004 - )[8]

## أعلام
- ماري وورتلي مونتاغيو
- جيمس هارجريفز
- دايف مكاي
- سامانثا مورتن
- بيتر مانسفيلد
- جورج غريغوري
- أندي كول
- ستانلي ويتنجهام
- توماس كرانمر
- جورج غرين
- توم هودلستون